# Петровац-на-Млави (община)
Петровац-на-Млави (серб. Петровац на Млави) — община в Сербии, входит в Браничевский округ.
Население общины составляет 32 891 человек (2007 год), плотность населения составляет 50 чел./км². Занимаемая площадь — 655 км², из них 73,4 % используется в промышленных целях.
Административный центр общины — город Петровац-на-Млави. Община Петровац состоит из 34 населённых пунктов, средняя площадь населённого пункта — 19,3 км².

## Статистика населения общины
| Год  | Население, чел. |
| ---- | --------------- |
| 1991 | 36 056          |
| 2001 | 34 652          |
| 2002 | 34 487          |
| 2003 | 34 248          |
| 2004 | 34 016          |
| 2005 | 33 687          |
| 2006 | 33 265          |
| 2007 | 32 891          |